# Aechmea napoensis
Aechmea napoensis là một loài thực vật có hoa trong họ Bromeliaceae. Loài này được L.B.Sm. & M.A.Spencer mô tả khoa học đầu tiên năm 1992.